# マルコポーロ (雑誌)
マルコポーロは、文藝春秋が発行していた男性向けビジュアル月刊誌である（1991年6月号 - 1995年2月号）。

## 概要
1991年6月号として創刊。創刊時はフランスの雑誌「パリ・マッチ」との提携が売り文句だった。創刊特集は「アメリカの仮面を剥ぐ 勝者と敗者アメリカの二つの顔」。発行人は内藤厚、編集人は東眞史。創刊当時のキャッチは「映像時代の国際マガジン」。
その後、CREA編集長・斉藤禎を迎えてサブカルチャー路線に転向、1992年8月号で「マルコは変わります。」の表紙とともに一度目のリニューアルを敢行。「ニューエイジ文藝春秋」のキャッチも虚しく部数低迷に悩んだ。
1994年に週刊文春編集長・花田紀凱を抜擢。1995年1月号で2度目の大幅リニューアル。表紙は内田有紀、同誌として初めて女優を起用、以降既定路線となる。

花田は週刊文春の執筆陣を数多く揃え、花田流の歯に衣着せぬジャーナリズム路線を再現した。1995年2月号の誌上において、「戦後世界史最大のタブー。ナチ『ガス室』はなかった。」というホロコースト否認の記事を掲載したところ、海外に同記事の内容が報道された結果、世界的に発言力を持つアメリカのユダヤ人団体サイモン・ウィーゼンタール・センターからの強い抗議、さらに広告主の広告引き上げの動きを受けた。文藝春秋は同誌の廃刊、社長・田中健五の辞任と花田の解任を決定した。
なお、この最終号の表紙を飾っていたのは稲森いずみ、特集は「このまま野放しでいいのか! 日本の『闇社会』外人犯罪白書。」であった。

## 備考
同系統の雑誌で、DAYS JAPAN、VIEWS（講談社）、BART（集英社）、パンジャ（扶桑社）などがほぼ同時期に相次いで創刊されているが、いずれも短期間で休刊に追い込まれている（現「DAYS-」は、2004年に株式会社デイズジャパンより新しく創刊されたもの）。